# Sarcotheca
Sarcotheca es un género de plantas fanerógamas de la familia Oxalidaceae con 22 especies. Son árboles tropicales perennes.

## Especies
| - Sarcotheca bahiensis - Sarcotheca celebica - Sarcotheca diversifolia - Sarcotheca ferruginea - Sarcotheca glabra - Sarcotheca glauca - Sarcotheca glomerula - Sarcotheca griffithii - Sarcotheca laxa - Sarcotheca macrophylla - Sarcotheca monophylla | - Sarcotheca oblongifolia - Sarcotheca ochracea - Sarcotheca paniculata - Sarcotheca philippica - Sarcotheca pinnata - Sarcotheca rubrinervis - Sarcotheca scabra - Sarcotheca sericea - Sarcotheca simplicifolia - Sarcotheca subtriplinervis - Sarcotheca varians |